# 南沙也香
南 沙也香（みなみ さやか、1986年12月17日 - ）は、日本のAV女優。ストリッパー。
山形県出身。花川ひらり時代は、ピースプロモーション所属。南沙也香時代は、ロゼオプロモーション所属。

## 略歴
- 2006年 「花川ひらり」としてAVデビュー。
- 2007年「南 沙也香（みなみ さやか）」に改名。
- 2009年1月15日、引退作発表。
- 2010年「有沢りさ（ありさわ りさ）」の名前でAVに復帰。

## 作品

### アダルトビデオ

#### 花川ひらり 名義
2006年
- ひらりひらり 花川ひらり (6月、VIP)
- オナサポセレブがイカせてあげる。花川ひらり (8月、VIP)
- コスプレでいこう！ 花川ひらり (9月、VIP)
- 花川ひらりとひたすらナマ中出しセックス 花川ひらり (10月、VIP)
- 花川ひらりのかんなりハード 花川ひらり (11月、Ribon)

2007年
- 小便ザーメンぶっかけ飲尿ゴックンハードデビュー 花川ひらり (7月、エムズビデオグループ)

#### 南沙也香 名義
2007年
- セレブ妻不倫リポート VOL.18 南沙也香 (10月11日、プレステージ)
- 萌えあがる募集若妻 淫らに狂い出す身売りわかづま 81 さやかさん (10月20日、プレステージ)
- 奥さん、新婚なのにおツユ垂らしてスケベだねぇ〜! 人妻ドキュメント 3 (11月8日、V&Rプロダクツ)他出演:赤坂れい、高原このみ
- ダブルボインに犯されたい! @YOU&南沙也香 (11月16日、レアル・ワークス)共演:@YOU
- 巨乳温泉コンパニオン 3 (12月6日、V&Rプロダクツ)共演:一ノ瀬あきら、杏野まひる
- THE FUCK FUCK FUCK 63 DX (12月8日、クリスタル映像)他出演:恩田夏穂、田中まゆみ、片瀬マリア、姫野りむ、星野めぐ、七瀬かすみ、星野キララ、青山りんか
- 家庭教師はガマンできない 28 (12月15日、クリスタル映像)他出演:西条れいな、長沢純、藤森美由希、早瀬梨花
- 生中出し女子校生 4時間 スペシャル (12月17日、メディアステーション)他出演:森雫、姫野りむ、あすかりの、朝倉みき
- 生中出し!? 夢の超高級ハーレムソープランド 三輪車スペシャル! (12月17日、レアル・ワークス)共演:三浦亜沙妃、村上里沙
- ふたなり巨乳レズビアン (12月19日、ドグマ)共演:羽田夕夏
- 巨乳ばかりの軟体レズビアン乱交マニアヨガ教室 (12月19日、クロス)共演:杏野まひる、吉井あき、村田久美、蜜井とわ

2008年
- 不倫の時間 Hカップ沙也香 (1月1日、グラフィス)
- 団地妻レイプ生中出し (1月4日、TMA)共演:花野真衣、真島みゆき
- 親相姦 妹の、娘の胸が大きいので… (1月12日、隼エージェンシー)他出演:小栗杏菜、紅りんご、加藤はるな、坂本愛海
- フェラコレ2008冬SP (1月12日、隼エージェンシー)他多数出演
- Big Boin Style (1月12日、隼エージェンシー)他出演:澄川ロア、花野真衣、響鳴音、坂本愛海、一ノ瀬あきら
- 97cm Hcup 南沙也香 爆裂巨乳×淫語痴女 (1月17日、ディープス)
- 巨乳スイミングスクール PART.4 (1月17日、V&Rプロダクツ)共演:小春、稲森ケイト、水野美香、響みりあ
- 和装ホステス夜の女の同性愛 (1月19日、クロス)共演:伊藤あずさ、宝月ひかる
- 巨乳強姦中出し 2 (1月19日、BRAVO)他出演:雨音しおん、響鳴音、紅りんご
- 中出し素人巨乳OL (1月25日、ビッグモーカル)他出演:古館和子
- 家庭教師はガマンできない 28 (1月25日、クリスタル映像)他出演:姫野りむ、西条れいな、藤森美由希、早瀬梨花、長澤純
- 「メコスジいじってたら染みパンになっちゃいました」 3 (1月30日、ゴリラプロジェクト)他出演:愛里はつみ、水城セイラ、南優蘭、真鍋美奈
- 若妻の肌ざわり 南沙也香 (1月31日、光夜蝶)
- 乳魂 Legend 美爆乳ぬるぬる悦楽6P乱交 (2月7日、桃太郎映像出版)共演:星ありす、望月歌歩
- Deli Les デリバリーレズビアン02 (2月8日、ビッグモーカル)共演:古館和子
- こだわりの手コキ 4時間SP VII (2月9日、隼エージェンシー)他多数出演
- ULTRA BIG TITS Hcup 南沙也香 (2月13日、プレステージ)
- 手コキHEAVEN (2月15日、TMA)他出演:ほしのみゆ、飯島夏希、蜜井とわ、花野真衣、葉月奈穂、澄川ロア、真島みゆき、町村小夜子、水沢心音
- W変態巨乳姉妹 (2月15日、ジェイモデル)共演:佐伯奈々
- 巨乳強姦中出し II (2月19日、BRAVO)他出演:雨宮しおん、響鳴音、紅りんご、一ノ瀬さな、岡本きら、華おっぱいは咲くりょう、佐伯なな、長谷川なあみ、優木さくら、華月志保
- 淫乱マゾ大発情 南さやか (2月22日)
- 尻コキ射精天国 PHASE.1 (2月28日、実録出版)他出演:南原香織、野中あんり、冴木るな、さとう和香、はるか悠、月野ルナ
- なま中出し巨乳ママ 南沙也香 (3月1日、ワンズファクトリー)
- チャイナドレスしか見たくない!4時間 2 (3月7日、TMA)他出演:ほしのみゆ、長澤リカ、宮崎あいか、野沢友花、花野真衣、綾原みづほ、陽多まり、香月藍、南芽衣奈、真島みゆき、坂本愛海、梨々花
- 地妻 乱れ堕ちていく午後の団地妻たち3時間 (3月14日、ビッグモーカル)他出演:翔田千里、坂上友香、望月加奈、坂本梨沙、川瀬さやか
- ハーレムファーストフード (3月15日、ジェイモデル)共演:佐伯奈々、杉沢唯、飯島くらら
- 麗しの巨乳若妻。 さやか (3月22日、光夜蝶)
- 見つめられたまましゃぶられてイってしまった僕 (4月1日、ワンズファクトリー)他出演:風間ゆみ、蜜井とわ、愛菜りな、五十嵐こころ、泉まりん、那月りの、桜井春、佐伯奈々、妃乃ひかり、夏芽涼、堀口奈津美
- BBB ビッグ・ブーブス・バット 南沙也香 (4月1日、実録出版)
- 中出し人妻暴行 怒りを膣で受け止めない!!3時間 (4月11日、ビッグモーカル)他出演:麻生岬、翔田千里、坂本梨沙、魚住里奈、愛乃彩音
- 同性愛ペニバン同好会 合沢萌 南沙也香 (4月13日、マルクス兄弟)共演:合沢萌
- 麻薬捜査官 ヤク漬け膣痙攣 南沙也香 (4月17日、アイエナジー)
- 特選!!S級素人ギャルコレクション4時間 5 (4月18日、メディアステーション)他出演:鈴木千里、笠原みき、あすかりの、佐田ケイト、姫野りむ、安藤ゆき、早坂めぐ、宮崎みりあ、広瀬ゆな
- 人妻 -一泊∞発ハメ倒し不倫- 南沙也香 24歳 (4月25日、ミリオン出版)
- おっぱい100センチ以上限定 4時間スペシャル (5月1日、ワンズファクトリー)他出演:蜜井とわ、大浦あんな、星川ヒカル、やなせりほ、白雪彩、桃井りか、佐倉もなみ、小向杏奈、望月ゆみ
- 爆乳ハーレム (5月1日、ワンズファクトリー)…共演:一戸のぞみ、妃乃ひかり
- 大きな桃尻・桃パイ 2パック詰め合わせ!! 浜崎りお 南沙也香 (5月10日、オーロラプロジェクト)他出演:浜崎りお
- 射精奴隷 2人の痴女に何度もイカされ続ける僕 @YOU&南沙也香 (5月13日、カルマ)共演:@YOU
- L Beautiful Lesbian 彼女たちの美しき魅惑 南沙也香 辻本りょう (5月16日、U&K)共演:辻本りょう
- 巨乳スイミングスクール総集編 4時間BEST (5月22日、V&Rプロダクツ)他出演:浜崎りお、松野ゆい、佐伯奈々、麻生岬、@YOU
- Mix Juice 4 南沙也香+澄川ロア (5月30日、ゴリラプロジェクト)他出演:澄川ロア
- 露出狂痴女 (6月5日、ナチュラルハイ)共演:大沢佑香、飯島夏希
- 強制クンニリングスサロン イラマンニ (6月8日、アロマ企画)共演:倖田李梨
- 競泳水着ローションレズ (6月13日、TMA)他出演:蜜井とわ、七瀬ゆうり、小坂めぐる、綾波アスカ、飯島くらら、福沢あや、南芽衣奈
- 会員制高級ソープ 二輪車限定 むっちりギャル専門店 (6月14日、GLAY'z)他出演:芽衣奈、福沢あや、小坂めぐる
- フェラ!!大好き!? (6月14日、隼エージェンシー)他出演:清原りょう、愛乃みく、福沢あや、香月藍、藤咲飛鳥、加藤はるな
- キャバ嬢 中出し20連発 南沙也香 (6月19日、アイエナジー)
- 101cm Hcup SAYAKA (6月19日、 OPPAI)
- 集団痴女騎乗位大回転 4時間 (6月20日、レアル・ワークス)他多数出演
- B.B.ガールズレズビアン 〜やっぱり私達は乳首が好きなんです〜 (6月20日、アロマ企画)共演:七瀬かすみ、中村綾乃
- VS. 南沙也香 (6月23日、デジタルアーク)
- 巨乳×爆乳 GRANDPRIX DX3 (6月27日、クリスタル映像…他出演:野乃はなの、青山ゆい、小坂めぐる、北原夏美、蜜井とわ、小林芽衣、ほしのまき、岩佐めい、七尾みつみ ※総集編
- ボイン大好きしょう太くんのHなイタズラ 14 (7月3日、グローリークエスト)
- 無人島に美女と流れ着いた…シーズン 3 (7月4日、V&Rプロダクツ)共演:南野らん、芹沢あい
- 公衆の面前で赤面おもらし連発!羞恥心感知センサーで動く強制失禁バイブ (7月4日、ROCKET)他出演:美上梨奈
- 小便をかけて街中で物理的に羞恥心を感じさせる (7月4日、ナチュラルハイ)他出演:小春
- 痴女の淫らな舌と恥女の剥きクリトリス (7月10日、大洋図書)
- 逆ナンパ中出し 4 ナンパして中出しさせる7人のギャル (7月12日、隼エージェンシー)他出演:涼華りょう、堀口奈津美、姫川りな、加藤ツバキ、清原りょう、亜紗美
- フェラコレ2008夏SP (7月12日 隼エージェンシー)他多数出演
- S-BODY Factory 2枚組8時間 (7月25日、TMA)他多数出演
- 陵辱巨乳若妻 寝ている夫の横で声を出せず義父に犯される!! (8月7日、ヒビノ)
- ネチョレズ!VOL.2 (8月8日、U&K)共演:辻本りょう、他出演:真中かおり、秋本由香里、東野愛鈴、堀口奈津美
- 最高の兄嫁 (8月14日、タカラ映像)
- 超絶痴女QUEEN 極上ファックSP!!Vol.3 (8月15日、ミュージアム・ネクスト)他出演:三浦亜沙妃、葉月沙絢、上原リナ、清原りょう、中島佑里、近藤優希
- 目が覚めたら爆乳南沙也香になってた (8月21日、アキノリ)
- 美人OLのランチタイム 5 オフィス街の肉欲交尾 (8月21日、グローリークエスト)他出演:小坂めぐる、つぼみ
- 上から揉んでもデカパイデカ Hカップ101cm (8月22日、クリスタル映像)
- 成熟した肉体と卑猥なセックス (8月25日、マドンナ)
- 狂乳トランス 激モミ×激揺れ×激ピストン (9月1日、ワンズファクトリー)
- この巨乳コスプレギャルがすごい!PART2 (9月20日、ミュージアム・ネクスト)他出演:青山ゆい、杏野まひる、弓月彩乃、NATSUKI、愛菜りな、広瀬ゆな、佐伯奈々
- 愛のあるSEXシリーズ BAZOOKA 騎乗位 full spec〜上に乗るの大好き〜 (9月26日、メディアステーション)他多数出演
- パイズリフェスティバル (10月1日 アイデアポケット)他出演:稲森しほり、芽衣奈、桃咲まなみ、Rico、蜜井とわ、小春、響みりあ、はるか悠、宮崎あい、福沢あや、田中杏里、藤宮櫻花、広瀬ゆな、芹沢優華
- 旦那の同僚に脅されて (10月2日 タカラ映像)
- 巨乳人妻訪問販売 私のオッパイ買ってくれませんか? (10月7日、マドンナ)
- 手コキュ〜ト STYLE.1 (10月10日、U&K)他出演:辻りょう、愛音ゆう、愛菜りな、佐伯実里、志村玲子
- 巨乳女子校生に生中出し (10月17日、レアル・ワークス)他出演:辻さき、坂本愛海、妃乃ひかり
- 手コキでベロちゅ〜 4 (10月19日、イエロー)他出演:辻さき、矢口ひろな、妃乃ひかり、小峰ミサ、稲森ケイト、凛華、紅城まゆ、藤宮櫻花、七海、工藤れいか、澄川ロア
- 巨乳を鷲掴みにして強制イカせ (11月1日、ワンズファクトリー)他出演:小坂めぐる、堀口奈津美、鮎川なお、北原夏美、竹井ゆかり、長澤リカ、矢部なつみ、愛菜りな、蜜井とわ、はるか悠、葉月奈穂
- 爆乳パイズリ挟射 (11月13日、マルクス兄弟)他出演:妃乃ひかり、小坂めぐる、北原夏美、辻さき、若槻尚美、黒木みらい、中村綾乃、水森あおい、福山洋子
- 即日AV女優 02 (11月17日、レアル・ワークス)他出演:妃乃ひかり、Marie、美花ぬりぇ
- 官能小説朗読オナニ〜 4 (11月19日、イエロー)他出演:工藤れいか、紅城まゆ、真田春香、辻さき、風間ゆみ、堀口奈津美、澄川ロア、桃咲まなみ、妃乃ひかり、藤宮櫻花、平井柚葉
- 南の島の爆乳裸族三姉妹 (11月22日、アンナと花子)共演:風間ゆみ、浜崎りお ※AVグランプリ2009 エントリー作品
- 感じる若妻 〜若妻欲求〜 日常編 (11月25日、UGANDA)
- ベロベロ接吻と見られながらの自慰 (12月13日、マルクス兄弟)他出演:花野真衣、香坂美優、高坂保奈美、若槻尚美、小坂めぐる、早川瀬里奈、妃乃ひかり、北島玲、美島涼
- 巨乳マンション 南沙也香 アンコール (12月15日、ワープエンタテインメント)
- 尻伝説 (12月15日、実録出版)
- 愛のあるSEXシリーズBAZOOKA 背面位 full spec 4時間 (12月19日、メディアステーション)他多数出演

2009年
- 誘惑 おねだりセレブ妻の生態 (1月1日、ワンズファクトリー)他出演:響鳴音、長澤リカ、蜜井とわ、小林芽衣、堀口奈津美
- BOING.101 Hcup 南沙也香 015 (1月5日、ドリームチケット)
- 超淫尻 (1月8日、アキノリ)共演:稲森ケイト
- 夫の留守に誘われて… 〜情欲の炎〜 (1月15日、グローリークエスト)
- Chijo Wild 南沙也香にイカされたい!! (1月18日、スピン・オフ)
- 高級ソープへいらっしゃい 21 (1月30日 クリスタル映像)他出演:桜井エミリ、稲森ケイト、緋村由衣、藤宮櫻花
- 私は痴女 第55報告書 珍棒遊戯 (2月6日、クリスタル映像)他出演:鷹宮りょう、明佐奈、片岡梨沙、浅井千尋、 長谷川なぁみ

#### 有沢りさ 名義
2010年
- I cup -Venus (9月1日、アイデアポケット)
- Icup-MAN EATER (10月1日、アイデアポケット)
- Icup-女教師 (11月1日、アイデアポケット)

### テレビ番組
- 桃のふくらみ（MONDO TV）